# Departamentul Bendje
Departamentul Bendje este un departament din provincia Ogooué-Maritime  din Gabon. Reședința sa este orașul Port-Gentil.